# Taito Ban
Taito Ban (坂 泰斗 Ban Taito?, nacido el 18 de diciembre de 1992) es un actor de voz japonés afiliado a Office Osawa. Algunos de sus trabajos más notables son Ayumu Tachibana en Vazzrock the Animation, Suzaki Ban en Shinobi no Ittoki, Amane Fujimiya en Otonari no Tenshi-sama ni Itsunomanika Dame Ningen ni Sareteita Ken y Sung Jin-woo en Solo Leveling.

## Biografía
Taito Ban, nació en la Prefectura de Fukuoka. Se graduó del Instituto de Formación de Actores de Voz de Pro-Fit, y comenzó a formar parte de la agencia desde abril de 2017.
En 2018, actuó como el personaje principal en la primera parte de la película de anime Shiki Oriyo, una coproducción sinojaponesa entre CoMix Wave Films y Haoliners Animation League.
El 1 de enero de 2022 se trasladó a Office Osawa, ya que Pro-Fit cesó sus actividades a finales de marzo del mismo.

## Filmografía
Los papeles principales están en negrita

### Series de televisión
| Año  | Título                                                                                | Papel                       | Refs.  |
| ---- | ------------------------------------------------------------------------------------- | --------------------------- | ------ |
| 2017 | Kujira no Kora wa Sajō ni Utau                                                        | Tonoko                      | [ 6 ]  |
| 2018 | Dame x Prince Anime Caravan                                                           | Guardia 2                   | [ 6 ]  |
| 2018 | Tokyo Ghoul: re                                                                       | Shunichi Shibashi           | [ 6 ]  |
| 2018 | Yuragi-sō no Yūna-san                                                                 | Besshou                     | [ 6 ]  |
| 2018 | Kaze ga Tsuyoku Fuiteiru                                                              | Manas                       | [ 6 ]  |
| 2019 | One Punch-Man 2nd Season                                                              | Gafas                       | [ 6 ]  |
| 2019 | Senki Zesshō Symphogear XV                                                            | Suteinu Ogawa               | [ 6 ]  |
| 2019 | Vinland Saga                                                                          | Grimm                       | [ 6 ]  |
| 2019 | To Aru Kagaku no Accelerator                                                          | Hiromi Nakahara             | [ 6 ]  |
| 2019 | Given                                                                                 | Shizusumi Yagi              | [ 6 ]  |
| 2019 | Dungeon ni Deai wo Motomeru no wa Machigatteiru Darō ka II                            | Tammuz Belili               | [ 6 ]  |
| 2020 | Majutsushi Orphen Hagure Tabi                                                         | Hartia                      | [ 7 ]  |
| 2020 | Deca-Dence                                                                            | Mikey                       | [ 6 ]  |
| 2021 | Tensei shitara Slime Datta Ken 2nd Season                                             | Koby                        | [ 6 ]  |
| 2021 | 86: Eighty-Six                                                                        | Tozan Sasha                 | [ 8 ]  |
| 2021 | Bishōnen Tanteidan                                                                    | Nagahiro Sakiguchi          | [ 9 ]  |
| 2022 | Build Divide: Code White                                                              | Tsubaki Hatouchi            | [ 6 ]  |
| 2022 | Otome Game Sekai wa Mob ni Kibishii Sekai desu                                        | Daniel Fou Durland          | [ 6 ]  |
| 2022 | Dungeon ni Deai wo Motomeru no wa Machigatteiru Darō ka IV: Shin Shou - Meikyuu-hen   | Luvis Lilix                 | [ 10 ] |
| 2022 | Shinobi no Ittoki                                                                     | Suzaki Ban                  | [ 11 ] |
| 2022 | Vazzrock the Animation                                                                | Ayumu Tachibana             | [ 12 ] |
| 2023 | Sugar Apple Fairy Tale                                                                | Salim                       | [ 6 ]  |
| 2023 | Dungeon ni Deai o Motomeru no wa Machigatteiru Darō ka IV: Fuka Shou - Yakusai-hen    | Luvis Lilix                 | [ 13 ] |
| 2023 | Otonari no Tenshi-sama ni Itsunomanika Dame Ningen ni Sareteita Ken                   | Amane Fujimiya              | [ 14 ] |
| 2023 | Ningen Fushin no Bōkensha-tachi ga Sekai o Sukū Yō Desu                               | Carios                      | [ 15 ] |
| 2023 | Dr. Stone: New World                                                                  | Soyuz                       | [ 16 ] |
| 2023 | Mashle                                                                                | Rhodes Eamus                | [ 6 ]  |
| 2023 | Kidou Senshi Gundam: Suisei no Majo Season 2                                          | Bessie Enrique              | [ 17 ] |
| 2023 | Oshi no Ko                                                                            | Kengo Morimoto              | [ 18 ] |
| 2023 | Sugar Apple Fairy Tale Part 2                                                         | Salim                       |        |
| 2023 | Synduality: Noir                                                                      | Kurokamen                   | [ 19 ] |
| 2023 | Under Ninja                                                                           | Kurō Kumogakure             | [ 20 ] |
| 2023 | Potion-danomi de Ikinobimasu!                                                         | Roland                      | [ 21 ] |
| 2023 | Dr. Stone: New World Part 2                                                           | Soyuz                       |        |
| 2024 | Solo Leveling                                                                         | Sung Jin-woo                | [ 22 ] |
| 2024 | Tsuki ga Michibiku Isekai Dōchū Season 2                                              | Sealy                       | [ 23 ] |
| 2024 | Synduality: Noir Part 2                                                               | Kurokamen                   | [ 24 ] |
| 2024 | Yoru no Kurage wa Oyogenai                                                            | Hamauchi                    | [ 25 ] |
| 2024 | Sentai Daishikkaku                                                                    | Riku Shion; Soldado F       | [ 26 ] |
| 2024 | Tensei Kizoku Kantei Sukiru de Nariagaru                                              | Ritsu Muses                 | [ 27 ] |
| 2024 | Kaiju No. 8                                                                           | Itakura                     | [ 28 ] |
| 2024 | Shinmai Ossan Bōkensha, Saikyō Party ni Shinu Hodo Kitaerarete Muteki ni Naru         | Gold                        | [ 29 ] |
| 2024 | Oshi no Ko 2nd Season                                                                 | Kengo Morimoto              | [ 30 ] |
| 2024 | Ore wa Subete o "Parry" Suru: Gyaku Kanchigai no Sekai Saikyō wa Bōken-sha ni Naritai | Zadu                        | [ 31 ] |
| 2024 | Isekai Suicide Squad                                                                  | Adam                        | [ 32 ] |
| 2024 | Yōkai Gakkō no Sensei Hajimemashita!                                                  | Kōtarō Hijita               | [ 33 ] |
| 2024 | Blue Lock vs. U-20 Japan                                                              | Itsuki Wakatsuki            | [ 34 ] |
| 2025 | Medalist                                                                              | Shin'ichirō Sonidori        | [ 35 ] |
| 2025 | Solo Leveling: Arise from the Shadow                                                  | Sung Jin-woo                | [ 36 ] |
| 2025 | Hazure Skill "Kinomi Master"                                                          | Yuan                        | [ 37 ] |
| 2025 | Hana wa Saku, Shura no Gotoku                                                         | Setarō Hakoyama             | [ 38 ] |
| 2025 | Ishura 2nd Season                                                                     | Hendō no Wieze              | [ 39 ] |
| 2025 | Kowloon Generic Romance                                                               | Tao Gwen                    | [ 40 ] |
| 2025 | Fermat no Ryōri                                                                       | Kai Asakura                 | [ 41 ] |
| 2025 | Saigo ni Hitotsu dake Onegai shitemo Yoroshii deshō ka                                | Kyle von Paristan           | [ 42 ] |
| 2025 | Akujiki Reijō to Kyōketsu Kōshaku                                                     | Aristide Roger de Galbraith | [ 43 ] |
| 2025 | Yano-kun no Futsū no Hibi                                                             | Hashiba                     | [ 44 ] |
| 2025 | Taiyō Yori mo Mabushii Hoshi                                                          | Yōta Ayukawa                | [ 45 ] |
| 2026 | Otonari no Tenshi-sama ni Itsunomanika Dame Ningen ni Sareteita Ken 2nd Season        | Amane Fujimiya              | [ 46 ] |

### Películas
| Año  | Título                                 | Papel          | Refs.  |
| ---- | -------------------------------------- | -------------- | ------ |
| 2018 | Shiki Oriori                           | Xiao Ming      | [ 47 ] |
| 2020 | Given Movie                            | Shizusumi Yagi | [ 6 ]  |
| 2024 | Given Movie (2024)                     | Shizusumi Yagi | [ 48 ] |
| 2024 | Dead Dead Demon's Dededede Destruction | Naoki Watarase | [ 49 ] |

### ONAs
| Año  | Título                                                             | Papel          | Refs.  |
| ---- | ------------------------------------------------------------------ | -------------- | ------ |
| 2023 | Yakitori: Soldiers of Misfortune                                   | Akira Ihotsu   | [ 50 ] |
| 2023 | Yakitori                                                           | Akira Ihotsu   | [ 51 ] |
| 2023 | Bastard!! Season 2                                                 | Vai Staebe     | [ 52 ] |
| 2024 | Sand Land: The Series                                              | Kamaitachi     | [ 53 ] |
| 2024 | Dead Dead Demon's Dededede Destruction                             | Naoki Watarase | [ 54 ] |
| 2024 | Code Geass: Dakkan no Rozé                                         | Shōta Munemori | [ 55 ] |
| 2025 | Disney: Twisted-Wonderland The Animation - Episode of Heartslabyul | Jack Howl      | [ 56 ] |

### OVAs
| Año  | Título                    | Papel          | Refs. |
| ---- | ------------------------- | -------------- | ----- |
| 2018 | Yuragi-sō no Yūna-san OVA | Saburou        | [ 6 ] |
| 2021 | Given: Uragawa no Sonzai  | Shizusumi Yagi | [ 6 ] |

### Especiales
| Año  | Título                                                               | Papel       | Refs. |
| ---- | -------------------------------------------------------------------- | ----------- | ----- |
| 2022 | Dungeon ni Deai wo Motomeru no wa Machigatteiru Darō ka IV Episode 0 | Luvis Lilix | [ 6 ] |